# Hinrich Grauenhorst
Hinrich Grauenhorst (* 14. Mai 1919 in Rauxel; † 3. Mai 1998 in Schmallenberg-Jagdhaus) war ein deutscher Maler und Holzbildhauer.

## Leben
Grauenhorst wurde 1919 in Rauxel (seit 1926 ein Stadtteil von Castrop-Rauxel) als Sohn des Klöckner-Managers Julius Grauenhorst geboren. Er besuchte dort die Volksschule. Die Gymnasialausbildung schloss er 1939 in Moers ab. Unmittelbar nach dem Abitur wurde er zum Kriegsdienst eingezogen. 1942 in Afrika schwer verletzt, kehrte er nach Genesung wieder an die Front zurück. Er blieb bis Juni 1945 Soldat.
1927 kaufte der Vater Julius Grauenhorst in Jagdhaus im Hochsauerland ein Grundstück, das zunächst für Ferienaufenthalte genutzt wurde und ab 1937 als ständiger Wohnsitz diente. 1938 lernte Hinrich Grauenhorst Ingeborg Ott (1922–2017), genannt Inge, kennen, die einzige Tochter des Dortmunder Architekten Adolf Ott. 1944 wurde sie seine Ehefrau. Von 1950 bis 1959 studierte Grauenhorst in Paris. 1984 erhielt er ein Stipendium der Konrad-Adenauer-Stiftung. Er starb 1998 in Jagdhaus.

## Werke
Grauenhorst malte in seinem Leben über 2000 Bilder, die von seiner Frau fast lückenlos verzeichnet wurden. Er war bekannt für seine Sauerländer Köpfe (Aquarell-Tusche-Porträts) und den Zyklus von Illustrationen zu Jan Potockis Roman Die Handschrift von Saragossa.  Weitere Werke sind u. a. 10 sozialkritische Studien, die schwarz/rote Serie oder die 68er Jahre, ein Beispiel akribischer Gestaltung.

## Verfilmung
- Peter Hässicke: Der Maler Hinrich Grauenhorst (Leben und Werk des Sauerländer Malers Hinrich Grauenhorst). Deutschland 2003, 20 Min.[1]